# Rugby Reggio 2012-2013

## Eccellenza 2012-13

### Stagione regolare
| Incontro                    | Andata | Ritorno |
| --------------------------- | ------ | ------- |
| Petrarca — Reggio Emilia    | 45-3   | 34-12   |
| Reggio Emilia — I Cavalieri | 6-38   | 7-41    |
| Mogliano — Reggio Emilia    | 25-11  | 32-15   |
| Reggio Emilia — Viadana     | 3-24   | 0-38    |
| Fiamme Oro — Reggio Emilia  | 29-15  | 30-23   |
| Rovigo — Reggio Emilia      | 12-16  | 16-11   |
| Reggio Emilia — L’Aquila    | 18-3   | 19-14   |
| S.S. Lazio — Reggio Emilia  | 12-6   | 23-28   |
| Reggio Emilia — San Donà    | 18-15  | 17-41   |
| Crociati — Reggio Emilia    | 26-29  | 20-7    |
| Reggio Emilia — Calvisano   | 29-33  | 17-53   |

#### Risultati della stagione regolare
| Posizione | G  | V | N | P  | PF  | PS  | DP   | B | Pt |
| --------- | -- | - | - | -- | --- | --- | ---- | - | -- |
| 10ª       | 22 | 6 | 0 | 16 | 310 | 604 | -294 | 7 | 31 |

## Trofeo Eccellenza 2012-13

### Prima fase
| Incontro                   | Andata | Ritorno |
| -------------------------- | ------ | ------- |
| Reggio Emilia — L’Aquila   | 14-23  | 7-41    |
| S.S. Lazio — Reggio Emilia | 41-22  | 34-21   |
| Reggio Emilia — Fiamme Oro | 12-16  | 7-50    |

#### Risultati della prima fase
| Posizione | G | V | N | P | PF | PS  | DP   | B | Pt |
| --------- | - | - | - | - | -- | --- | ---- | - | -- |
| 4ª        | 6 | 0 | 0 | 6 | 83 | 205 | -122 | 1 | 1  |